# 范永祺
范永祺 （约1727年—1795年）字鳳頡，號莪亭，鄞縣人。乾隆五十一年舉人。

## 生平
范永祺，字鳳頡，別字莪亭，鄞縣人，寧波天一閣范欽裔孫，精篆刻，好藏古籍善本，量甚豐。鳳頡善藏聖賢雅士尺牘，前朝名流、忠臣、孝子、文人逸士、閨閣秀媛及至世外高僧，毫不盡錄。考其時代、禮冠、品行、道義，引首作序。惜殁後，後人未能守其藏書，終流散於估販之間。
范莪亭與陳栻、邱學敏、袁枚、盧鎬蘇浙名士友善。袁枚稱其“漢隷及籀書，八儒兼三墨，一一盡掩通，等身多著述。” 詩賦造詣不凡，唯終日愧還詩債。愛書如命，曾集字蘭亭序編七言絕律二篇，招東南名士數十唱和，傳頌佳話。